# Cap Erimo
Le cap Erimo (襟裳岬, Erimo-misaki)) est un cap de l'île Hokkaidō, situé à Erimo, au Japon.
C'est l'extrémité sud-est de l'île. Les vents y soufflent à plus de 10 m/s durant 290 jours par an.

## Climat
| Mois                                             | jan.          | fév.         | mars         | avril        | mai          | juin         | jui.         | août         | sep.         | oct.        | nov.         | déc.        | année      |
| ------------------------------------------------ | ------------- | ------------ | ------------ | ------------ | ------------ | ------------ | ------------ | ------------ | ------------ | ----------- | ------------ | ----------- | ---------- |
| Température minimale moyenne (°C)                | −4            | −4,3         | −1,9         | 1,3          | 5            | 9            | 13,4         | 15,8         | 14,9         | 10,2        | 4,2          | −1,3        | 5,3        |
| Température moyenne (°C)                         | −1,8          | −2,2         | 0,1          | 3,4          | 7,2          | 11,1         | 15,2         | 17,7         | 16,9         | 12,5        | 6,8          | 1           | 7,4        |
| Température maximale moyenne (°C)                | 0,2           | −0,2         | 2,2          | 6,1          | 10,1         | 13,6         | 17,5         | 19,9         | 19           | 14,7        | 9,3          | 3,3         | 9,7        |
| Record de froid (°C) date du record              | −11,5 28/1979 | −12,1 9/2019 | −10,2 4/1986 | −4,8 1/1987  | −0,5 7/1980  | 3,4 1/1989   | 6 3/1989     | 10,5 17/1997 | 7,6 22/2001  | 2,3 27/1996 | −5,1 28/1987 | −11 25/1984 | −12,1 2019 |
| Record de chaleur (°C) date du record            | 10,1 4/1980   | 7 14/2016    | 11,8 28/2018 | 14,4 30/2012 | 19,3 30/2005 | 22,3 25/2009 | 25,9 20/2021 | 26,7 29/2020 | 26,2 16/2012 | 23,3 8/1988 | 18,2 5/1979  | 13,6 4/1989 | 26,7 2020  |
| Ensoleillement (h)                               | 159,5         | 175,9        | 208,1        | 196,9        | 183,6        | 139,3        | 123          | 127,8        | 161,4        | 179,6       | 135,2        | 135,1       | 1 926,2    |
| Précipitations (mm)                              | 24,3          | 16,6         | 35,9         | 67,8         | 99,5         | 85,9         | 128,8        | 129,2        | 137,8        | 117         | 85,6         | 48,7        | 987,1      |
| Nombre de jours avec précipitations              | 5,8           | 5            | 6,7          | 8,4          | 10           | 8,3          | 10,6         | 10,4         | 10,2         | 11          | 12,2         | 9           | 107,5      |
| dont nombre de jours avec précipitations ≥ 10 mm | 0,6           | 0,3          | 1            | 2            | 3            | 2,7          | 3,9          | 4,2          | 4,2          | 3,4         | 2,2          | 1,2         | 28,8       |

| Diagramme climatique                                  |              |             |            |           |           |               |               |             |             |            |             |
| J                                                     | F            | M           | A          | M         | J         | J             | A             | S           | O           | N          | D           |
| 0,2−424,3                                             | −0,2−4,316,6 | 2,2−1,935,9 | 6,11,367,8 | 10,1599,5 | 13,6985,9 | 17,513,4128,8 | 19,915,8129,2 | 1914,9137,8 | 14,710,2117 | 9,34,285,6 | 3,3−1,348,7 |
| Moyennes : • Temp. maxi et mini °C • Précipitation mm |              |             |            |           |           |               |               |             |             |            |             |